# 横断歩道

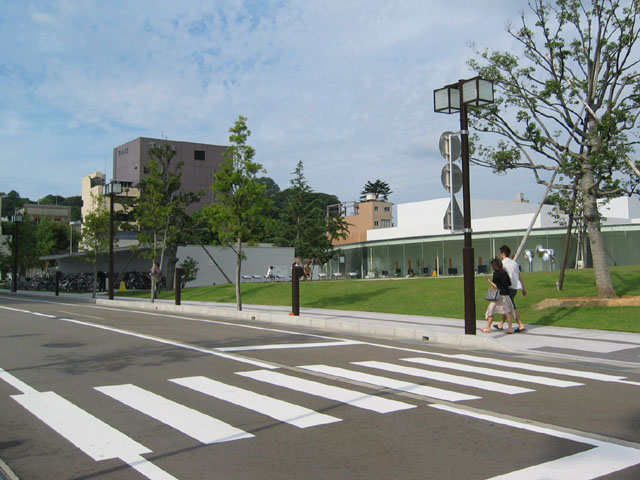
日本の横断歩道 （→別角度の画像 金沢市、金沢21世紀美術館前。国や地域によって若干デザインが異なる場合がある）

横断歩道（おうだんほどう）とは、歩行者が道路を安全に横断するため、道路上に示された区域のことである。

## 概要
横断歩道は、歩行者と車両の両方から見やすいように、舗装面に白色の塗装による縞模様が描かれたものが多い。交差点の他、渋滞する箇所で横断が危険な地点に設けられる。学校の近辺など、多くの子供が通行する地域にもよく見られる。
横断歩道は、交通の少ない場所では舗装上のペイントのみから構成される。しかし、渋滞する場所では、電球またはLEDを用いた横断者用の信号機を備えている。歩行者が信号を動かすためのボタンを押すことで作動する場合や、通常の交通信号と同期しており横断者がいない場合にも作動する場合がある。

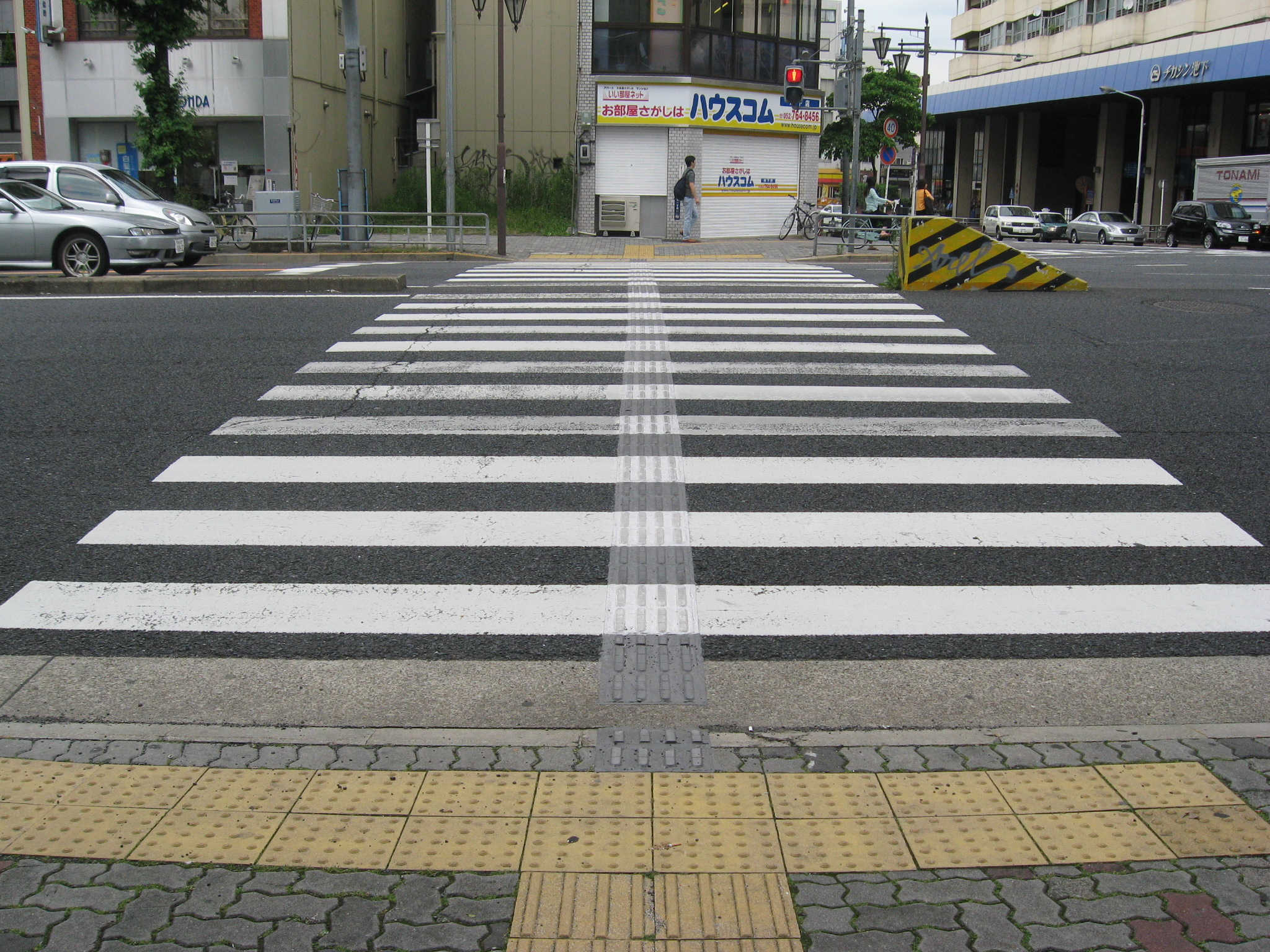
横断歩道とエスコートゾーン（名古屋市・地下鉄池下駅前にて

交通バリアフリー法に基づいた視覚障害者の自立支援の観点から、聴覚の面から警告音や誘導音、触覚の面からはエスコートゾーン（点字ブロック）を中央部分に敷設した横断歩道も一部地域で実用化されている。
高速道路・自動車専用道路、あるいは非常に交通量の多い場所では、代わりに立体交差する施設である横断歩道橋ないし地下横断歩道 が用いられる。
日本の国内における横断歩道の仕様は統一されているが、世界各国においては例え同一の国であってもたくさんの信号と記号の配置の種類がある場合も多く、特にアメリカでは顕著である。
イギリスでは仕様の異なる横断歩道があり、それぞれに固有の名前が与えられている。

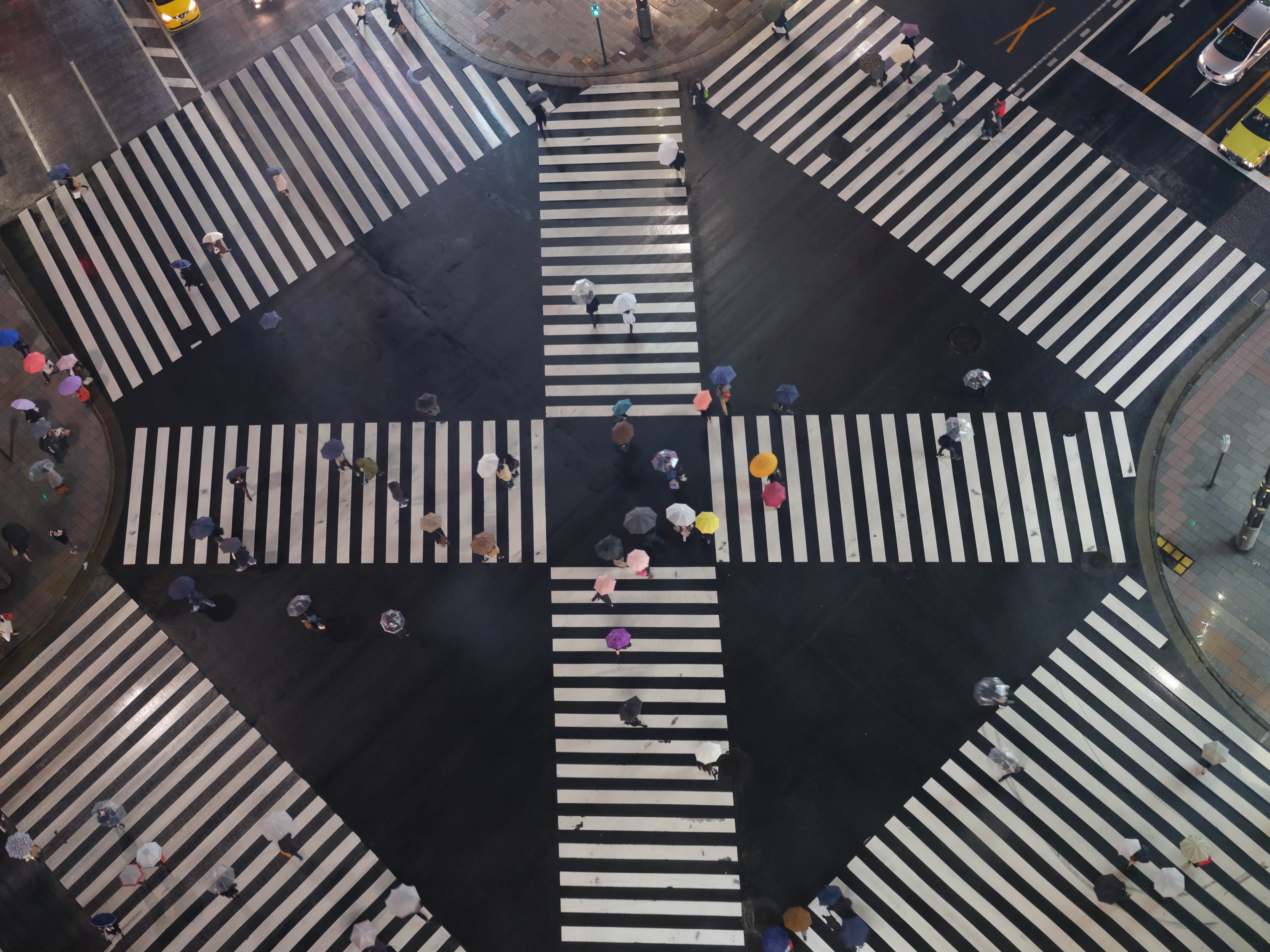
スクランブル交差点（東京都 銀座・数寄屋橋）

非常に広い道路で、横断歩道が長すぎて1回の信号の周期で横断できない人がいる時には、道路の中央に歩行者の待避所や島が設けられる。
また、歩行者の通行が非常に多い交差点では、全ての方向の車両を停止させ、歩行者が交差点内で斜め横断もできるスクランブル方式が用いられることがある。
横断歩行者と車両との交通事故が発生するなど危険な交差点においては、横断歩行者の安全を確保するために、歩行者用の信号が青の場合に、当該横断歩行者と交錯するような方向の車両用信号を赤にして、歩行者との交錯を一切なくす歩車分離式信号機も存在する。

## 設備

### 信号機

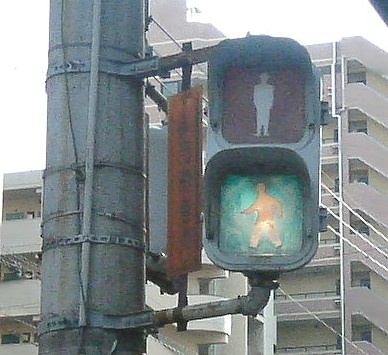
歩行者用信号（縦型）

横断歩道に設けられる信号機は、「止まれ」を意味する赤色（アメリカではオレンジ色もある）と、「進む事ができる」を意味する緑色の灯火から構成されている。「進む事ができる」の灯火は、止まれに変化する時間が近づくと点滅する。自動車用の信号機よりも全体的に角ばっており、灯火は縦方向に配置されることが多い。赤色の灯火には人が立ち止まっているイラスト、緑色の灯火には人が歩いているイラストが描かれている。

### 視覚障害者用信号
信号が「進む事ができる」を示している時間にスピーカーから信号音を発することによって、信号を認識できない視覚障害者が安全に横断できるような配慮がされていることがある。これらの信号音は、東西方向と南北方向で音色が異なり、視覚障害者が方角を判別できるようになっている。スコットランドなどでは録音された短いメッセージが再生される。

### タイマー
交通量の多い場所では、歩行者信号が赤から青、あるいは青から赤に変わるまでの残り時間を示すタイマーを設けているものもある。バーグラフ式で残り時間のイメージを示すものと、デジタル表示で残りの秒数を示すものがある。赤信号時の残り時間表示は、信号待ちのイライラ解消をするために、また、青信号時の残り時間表示は、横断歩道を通過する際の目安にするために行われている。

## 各国の横断歩道

### 日本

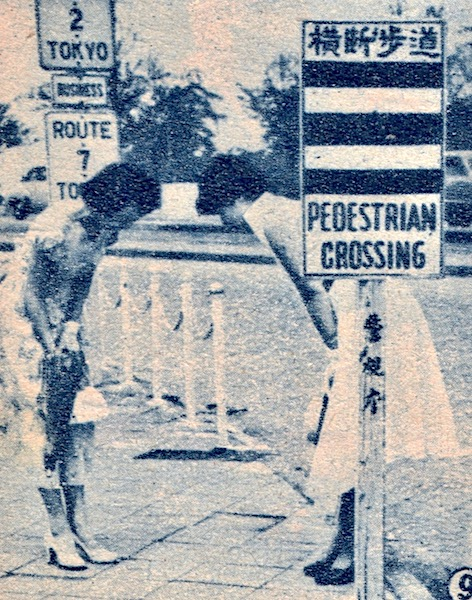
法制化される前の日本の横断歩道（1953年、東京）

日本における横断歩道は、法令上は「道路標識又は道路標示により歩行者の横断の用に供するための場所であることが示されている道路の部分（道路交通法第2条第4項第1号）」と定義され、道路上に間隔0.45 - 0.5メートルの白色の縞模様を描いたものである。2024年7月26日からは間隔を最大0.9メートルまで拡大できるように標識令が改正された。
縞模様には、かつては横断歩道の両端を示す細い縦線が描かれていたが、雨天時の水はけやスリップ防止の観点から、1992年11月の標識令改正で縦線のないものが追加され、縦線のあるものは2024年7月24日の標識令改正で正式に削除された。
信号機のない横断歩道の手前には菱形の指示標示が描かれている。また、歩道が自転車通行可の場合は、歩道と歩道を結ぶ横断歩道に併設される形で、自転車に向けた「自転車横断帯」が併設されていることもあり、これには縞模様はなく両端を示す細い線と自転車のマークのみが描かれている。自転車の原則的車道走行と自転車横断帯の使用義務との間の矛盾から、自転車横断帯の存在がかえって危険を招くという判断のもと、近年は自転車横断帯を撤去（消去）する動きがある。

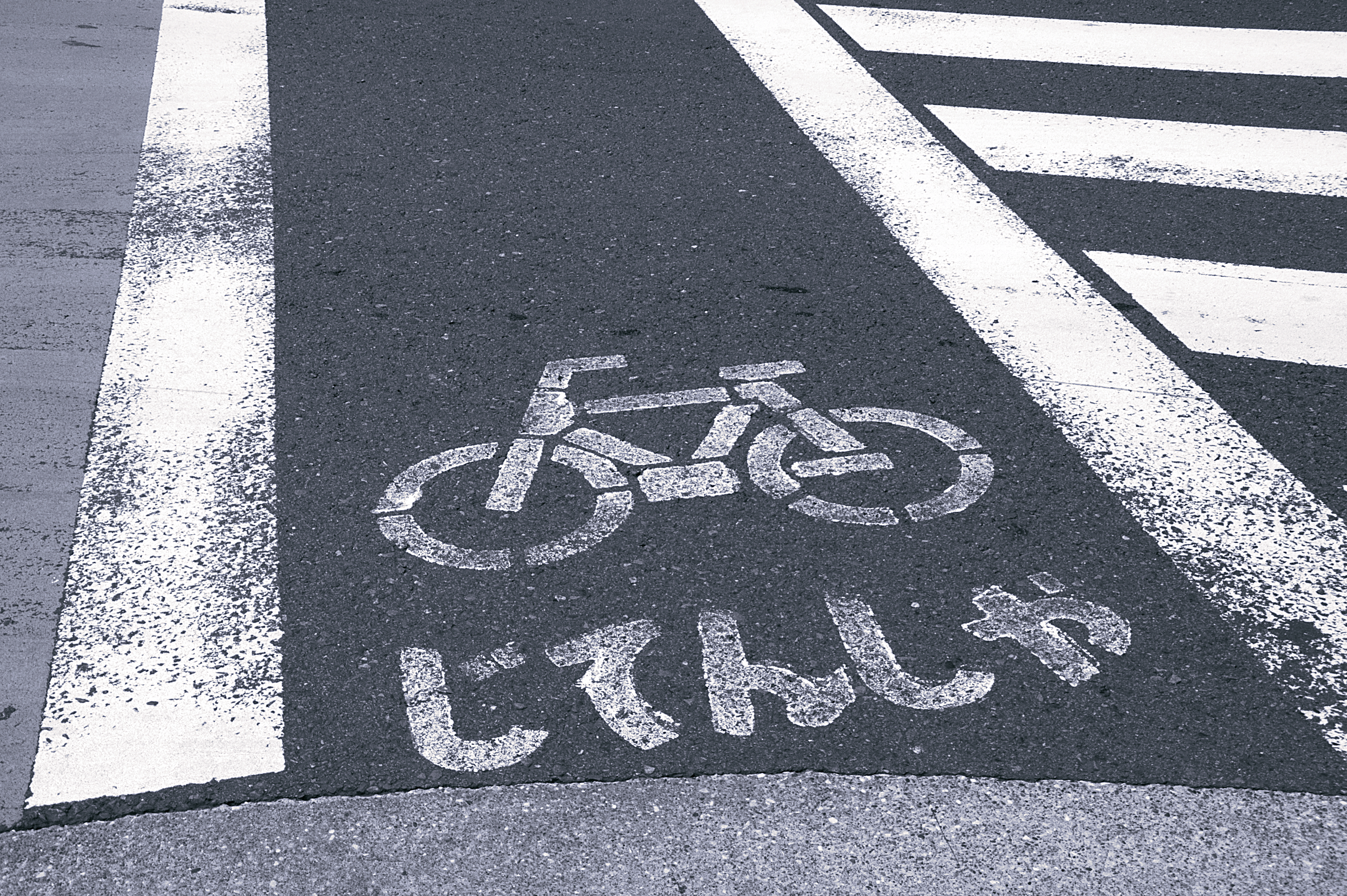
自転車横断帯

道路交通法によって、歩行者には横断歩道の付近における道路横断時の横断歩道の使用義務（同法第12条）、自転車には自転車横断帯の付近における自転車横断帯の使用義務（同法第63条の6・第63条の7）、車両には横断歩道・自転車横断帯における歩行者・自転車に対する優先義務（同法第38条）が規定されている。

#### 横断歩道・自転車横断帯における義務
（車両側の義務）
- 車両等は、横断歩道・自転車横断帯に接近する場合には、原則として、横断歩道・自転車横断帯の直前（停止線がある場合はその位置。以下直前等。）で停止できるような速度で進行しなければならない（道路交通法第38条第1項）。
すなわち原則としては、横断歩道・自転車横断帯の存在自体が、横断歩道・自転車横断帯の上に黄色点滅の信号（徐行）があるのと同様の効果をもたらす。
ただし、上記の義務は、「歩行者又は自転車がないことが明らかな場合を除き」（同項）と規定されている。すなわち、その横断歩道・自転車横断帯において歩行者・自転車が横断する可能性が全くない場合に限ってはじめて解除されるものである。 横断歩道・自転車横断帯によりその進路の前方を横断し、又は横断しようとする歩行者・自転車があるときは、当該横断歩道・自転車横断帯の直前等で一時停止し、かつ、その通行を妨げないようにしなければならない（同項）。
譲歩優先義務である。ただし、上記の前段の規定により、あらかじめ横断歩道・自転車横断帯の直前等までに減速・徐行・停止する事により、横断があった場合には対処できるようにする義務がある。
- 横断歩道・自転車横断帯（赤信号等により横断が禁止されているものを除く）の上やその手前の直前に停止車両等がある場合には、その停止車両等の横を通り過ぎてその前に出ようとする時に、一時停止しなければならない（同条第2項）。
車両の陰から横断歩行者が「飛び出し」たような事故類型を防止するための義務であり、横断歩行者の有無に関わらず適用される。歩行者優先の横断歩道を歩行者が当然に横断する行為は本来「飛び出し」と表現するに当たらないが、いずれにせよ歩行者優先の法規定を守らなかったために、歩行者優先の例えば片側2車線以上の道路（右左折時の併走2車線以上を含む）において、横断歩道・自転車横断帯の上や直前において、ある車線の車両が停止しているような場合で、その停止車両の横の車線を通って横を通過する場合には、無条件に一時停止しなければならない。併走車線が無くとも、他の車両の横をすり抜けようとする場合も、追い越し、追い抜きによる場合でも、いずれも同様に無条件に一時停止しなければならない。ただし、赤信号等により歩行者や自転車の横断が禁止される場合には、この義務が除外されている。
なお、対向車線側の横断歩道・自転車横断帯上付近に停止車両がある場合はこの義務は発生しないものと判例上も解されているものの、2025年2月現在、警視庁および多くの道府県警は対向車線側の横断歩道・自転車横断帯上付近に停止車両がある場合にも一時停止義務が生じるとして交通取締をするとしている。
- 車両等は、横断歩道等及びその手前の側端から前に30メートル以内の道路の部分においては、第30条第3号の規定に該当する場合のほか、その前方を進行している他の車両等（特定小型原動機付自転車等を除く。）の側方を通過してその前方に出てはならない（同条第3項）。 （追越しを禁止する場所） 第30条　車両は、道路標識等により追越しが禁止されている道路の部分及び次に掲げるその他の道路の部分においては、他の車両（特定小型原動機付自転車等を除く。）を追い越すため、進路を変更し、又は前車の側方を通過してはならない。  （略）  3　交差点（当該車両が第36条第2項に規定する優先道路を通行している場合における当該優先道路にある交差点を除く。）、踏切、横断歩道又は自転車横断帯及びこれらの手前の側端から前に30メートル以内の部分
- 横断歩道・自転車横断帯とその手前30メートルでは、追い越しの他、追い抜きも禁止される（いずれも軽車両に対してを除く）。
前記の規定の類型である。規定の場所では、横の車線等を進行している車両等よりも高い速度を出して前方に出ることが禁止(これは追い抜きにあたる)される。また、横の車線等を進行している車両等が減速した場合、自車線等の方も減速して、その前方に出ないようにしなければならない。
- このような義務はおおむね「赤信号等により横断禁止の場合は除く」となっている。
これはあくまで歩行者側が横断禁止かどうかが問題であるので、横断歩道側の信号が赤信号の箇所と消灯のケースの両方が存在する車両側が黄色の点滅信号の場合には、歩行者の横断を禁止する規則は何もないため、車両側は原則どおり歩行者等に対して譲歩優先義務が発生する。このような黄色点滅信号を擁する交差点は、深夜帯などには幹線道路であっても多く見られる。
- これらの義務に違反した場合は点数は2点で普通車の場合9,000円の反則金が課せられることになっている。

以上の法令による規定から、法令を遵守していれば横断歩道・自転車横断帯上での対横断の交通事故は発生しない事が法的には期待されており、裁判上も現にそのように運用されている。
その他、横断歩道及び前後5メートル以内の部分での駐停車禁止が規定されている（法44条1号、3号）。

また、自転車横断帯に直交（車道を通行）する自動車や自転車等の車両は、自転車横断帯を横断する自転車に対して譲歩優先しなければならない。歩行者、自転車側の義務としては、
歩行者は、道路を横断しようとするときは、横断歩道がある場所の附近においては、その横断歩道によって道路を横断しなければならない（法12条1項）。
（自転車の横断の方法）

自転車は、道路を横断しようとするときは、自転車横断帯がある場所の附近においては、その自転車横断帯によって道路を横断しなければならない（法63条の6）。
といったものがある。
「横断歩道がある場所の附近」とは、文献によると横断歩道から20 - 30メートルの範囲とされる。

### アメリカ
アメリカでは、横断歩道は白色の縞模様で、各自治体で少しずつ異なる様式が見られる。これらは交差点の建設や取替えに伴っても変更される。
道路への印の付け方には、2種類の主要な方法がある。最も多い方法は、2本の太い線で道路の端と端をつないだものである。3本目の短い線は、自動車が静止する位置を示すもので、自動車が横断歩道の内部で停止しないようにさせる。もう1つの方法は、さらに見やすくするため、その2本の線の間に縞模様がある。
横断歩道は、通常は交差点に設けられるが、学校や歩行者の多い場所に近い交差点の間にも設けられることがある。このような横断歩道はPED XING（歩行者が横断する場所）として信号で示している。信号が無い横断歩道では、自動車は既に横断歩道に入った歩行者や自転車に道を譲らなければならない。
歩行者優先は徹底されているので、日本のドライバーがアメリカで運転する際は気を付けなければならない点の一つである。

### イギリス

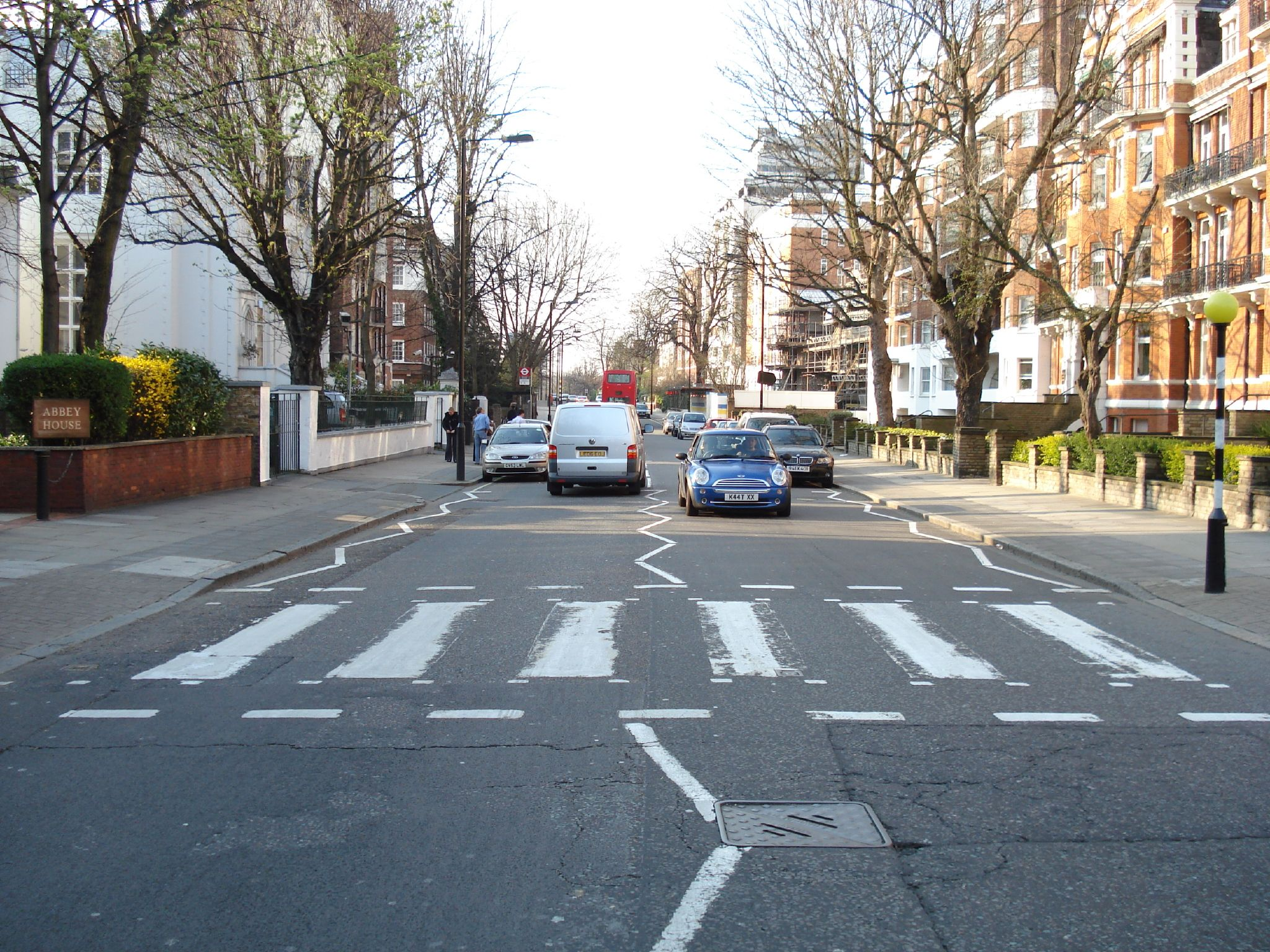
ビートルズのアルバム『アビイ・ロード』のジャケットに使われたアビー・ロードの横断歩道。信号機のない「Zebra crossing」に相当する。

イギリスでは、異なる機能を持つ横断歩道に動物の名前を付けて区別している。
- en:Zebra crossing（シマウマ横断歩道）
- en:Pelican crossing（ペリカン横断歩道）
- en:Puffin crossing（ツノメドリ横断歩道）
- en:Toucan crossing（オオハシ横断歩道）
- en:Pegasus crossing (Equestrian crossing)（ペガサス横断歩道・馬術横断歩道）

イギリス連邦の国やイギリスの旧植民地では、運転者に横断を警告するためのベリーシャ交通標識（柱の先端に目立つ色の球を取り付け、点滅させる標識）が用いられている。信号の点灯色は赤と緑である。

### アイスランド
イーサフィヨルズゥルでは横断歩道が浮かび上がっているように見えるトリックアート（錯視）を利用した3D横断歩道が導入され、近づく自動車が思わず速度を落とす効果が期待されている。アイスランドのほかインド、中国でも採用されているが、元はインド・デリーで発案され大きな効果があった。

### 中国
日本と同じ様式の横断歩道が設けられている。自動車は右側通行であるが基本的には日本と同じ。ただし、右折車に限って赤信号でも進んでよいことになっているため、青信号で歩行者が横断歩道を渡っていても右折車が止まらず進入することがある。
信号無視は長年解決されない社会課題となっており、歩行者が横断歩道で信号無視を行うと警告音を発し、人工知能（AI）が監視カメラの顔認証システムによって違反者を特定してSNSに注意するテキストメッセージを送信して社会信用システムに反映させ、街頭ビジョンに個人情報と証拠映像を公開するシステムが中国各地で導入されている。

### インド
都市部や新しい道路など一部を除いて、横断歩道はほとんど設置されていない。交通ルールは無きに等しく、警官も交通違反には全く無関心。ほとんどの車は自動車保険に加入しておらず、被害者になった場合の補償はほとんど期待できない。